# Gehörbildung

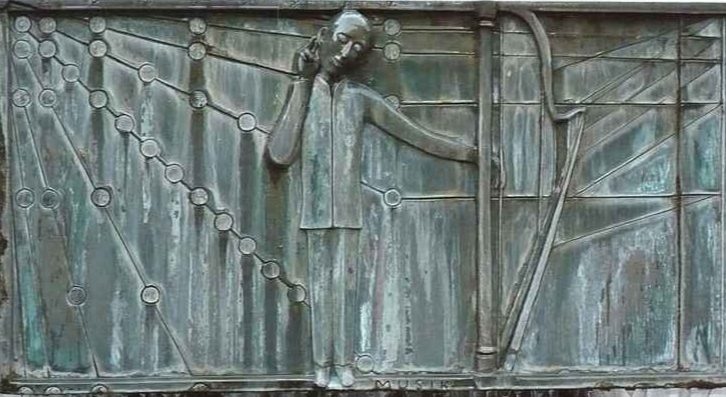
Lauschender Musiker der Karolingerzeit auf dem Brunnen der Sieben Freien Künste, Karlshofbrunnen Aachen

Gehörbildung ist das Kernfach der musikalischen Erziehung.
Ursprünglich wurde in diesem Fach ausschließlich das Blattsingen gelehrt. Damit ist das Anliegen der Gesangspädagogik gemeint, eine kognitive Verbindung zwischen dem Gesang und der inneren Hörvorstellung bei der Notation eines unbekannten Gesangs zu erreichen. Diese musikalische Basiskompetenz wurde durch die "Notationskunst" ergänzt und hatte anschließend auch eine Relevanz in der – zunächst ausschließlich improvisierten – Instrumentalmusik.
Diese älteren Definitionen mussten nochmals erweitert werden, denn der Begriff Gehörbildung wird ebenfalls für das Beschreiben von Musik verwendet, die nicht in konventioneller Notation vorliegt oder die man auf andere Weise darstellen, beschreiben oder analysieren möchte (Höranalyse). Auch für jegliche Form der künstlerisch schöpferischen Musikproduktion, für improvisierte bzw. komponierte Musik oder deren tontechnische Aufzeichnung, sind die im Fach Gehörbildung erworbenen Kompetenzen von grundlegender Bedeutung.
Der Begriff Gehörbildung wird gelegentlich gleichgesetzt mit anderen Begriffen wie beispielsweise Hörerziehung. Im musiktheoretischen Fachdiskurs ist eine Verwendung beider Begriffe üblich. In maßgeblichen Lexika erscheint Gehörbildung als Oberbegriff für die Vielfalt der Methoden des Faches. Innerhalb der institutionellen Ausbildung wurde das Fach der Allgemeinen Musiklehre bzw. der Musiktheorie zugeordnet. Dabei kommt es zu Überschneidungen mit den Unterrichtsinhalten anderer Fachbereiche, wie der allgemeinen Musikpädagogik, der Instrumentalpädagogik oder der Gesangspädagogik.

## Musikpädagogische Praxis
An den Musikhochschulen gelten die Aufgaben zur Gehörbildung als Bestandteile der Aufnahmeprüfungen. Die seit 2010 geäußerte Kritik und die Forderung nach einer kompetenzorientierten Vermittlung von Inhalten ist berechtigt, denn im deutschsprachigen Raum folgt man hier alten Traditionen, die nur selten hinterfragt werden. Im angloamerikanischen Sprachraum sind die Themen und Teilbereiche der Gehörbildung (aural skills) hingegen Gegenstand von umfangreichen wissenschaftlichen Forschungen. Inzwischen haben die Musikhochschulen den Dialog mit den Kritikern gesucht, und dieser Diskurs ist gegenwärtig noch nicht abgeschlossen.
In einem Musikstudium haben Studierende das Fach zu belegen und erwerben damit besondere Kompetenzen, die beim Abschluss des Moduls in einer Prüfung nachzuweisen sind. Ebenso ist Gehörbildung ein fester Bestandteil der Abiturprüfung im Leistungskurs Musik einiger Bundesländer. Auch für Mitglieder eines Chores sind diese Kompetenzen von Bedeutung, denn elementare Fähigkeiten des Blattsingens gelten in vielen Fällen als Aufnahmekriterium für das Mitsingen in ambitionierten Chören oder Vokalensembles. Insbesondere in Profichören wird ein sicheres Blattsingen erwartet. Das Blattsingen wird bei einer langen Chormitgliedschaft spielerisch und in hohem Maße geschult. Da dieses spielerische Element bei einem systematisch angelegten institutionellen Gehörbildungsunterricht oft fehlt, wird das Fach vielfach als „ungeliebtes Nebenfach“ empfunden. Der Jazzpädagoge Frank Sikora berichtet, dass der Unterricht in diesem Fach oft das Gefühl der „Frustration, Verärgerung, Unsicherheit, ja sogar Angst“ auslöse. Die Ursachen seien u. a. darin zu suchen, dass dieses Fach die eigenen Fähigkeiten bzw. Unfähigkeiten des musikalischen Gehörs schonungslos offenlege. Sikora hat diese allgemein bekannte psychologische Problematik in seiner Jazzharmonielehre in einem Kapitel besonders eindrücklich und umfassend thematisiert. Er gab dem Abschnitt auf der Basis seiner eigenen Erfahrungen den humorvollen und verständnisvollen Titel: „Das Grauen hat einen Namen“.
In einer von Marcus Aydintan, Laura Krämer und Tanja Spatz 2021 vorgelegten Veröffentlichung wird diese Problematik nicht nur sehr konkret thematisiert, sondern zahlreiche praktische Lösungsmöglichkeiten werden aufgezeigt. Laura Krämer stellt zutreffend fest, dass sich die deutsche Ausbildungslandschaft bezüglich des Faches Gehörbildung grundsätzlich von vielen anderen Ländern unterscheidet. Sie nennt exemplarisch Frankreich und Russland. Dass viele weitere Länder diesem angeblichen „Nebenfach“ mehr Aufmerksamkeit widmen, konnte in anderen Forschungsarbeiten gezeigt werden. Juliane Brandes schildert in ihrem kritischen Erfahrungsbericht die „grundsätzlichen Desiderate“ der deutschen Musikpädagogik. Insbesondere gilt dies für das Fach Gehörbildung, denn Brandes stellt die rhetorische Frage nach der inneren Hörschulung, die „erstrebenswert für eine gelungene schulische und instrumentale Musikpädagogik“ sei. In der praktischen Arbeit mit Kindern gibt Friederike Stahmer einen kurzen Einblick in die vielfach erprobte und erfolgreiche Gehörbildungs-Methode, die auf der Music learning Theory von Edwin E. Gordon basiert. Die innere Tonvorstellung entwickelt sich demzufolge ähnlich wie beim Spracherwerb durch eine Aneignung von zahlreichen patterns. Dieser „musikalische Wortschatz“ besteht aus einer kleinen Folge von bewusst erlebten Tonbeziehungen und kleinen Rhythmusfolgen. Die Arbeit mit diesen Patterns, z. B. dem musikalisch sinnvollen Motivmaterial, ist nicht zu verwechseln mit einem wenig Erfolg versprechenden mechanischen Lernen von isolierten Einzelintervallen oder Einzelakkorden. Da der Lernprozess mit dem Spracherwerb verglichen werden kann, ist dies unmittelbar einsichtig, denn ein Kleinkind lernt das Sprechen durch das Hören und Imitieren von Worten und nicht durch das Zusammensetzen der zuvor gelernten einzelnen Buchstaben. Sowohl die Wissenschaft als auch die praxiserfahrenen Pädagogen sind sich einig, dass ein körperliches Erleben dieser Patterns durch praktisches Tun (Singen und/oder Improvisieren) äußerst sinnvoll und erfolgversprechend ist. Es ist um ein Vielfaches effektiver als die sinnentleerte Arbeit mit einer preiswerten Software zum Intervalltraining o. ä.

## Historischer Abriss und die Entstehung der Teildisziplinen
Wiewohl der Begriff Gehörbildung viele Jahrhunderte nicht benutzt wurde, waren die hier erworbenen Kompetenzen seit dem Mittelalter grundlegend und sind seit dem 11. Jahrhundert mit der europäischen Musikgeschichte eng verwoben. Die Geschichte dieses Faches beginnt mit einem Brief des Guido von Arezzo, zugleich das erste Dokument der europäischen Musikpädagogik. Der Mönch erläuterte hier eine Methode, einen in Notation vorliegenden unbekannten Gesang ohne fremde Hilfe singen zu lernen. Diese grundlegende Fähigkeit der Gehörbildung bezeichnete man später als Blattsingen. Guido von Arezzo nutzte die Tatsache, dass seinen Schülern die Melodie des Johannes-Hymnus "Ut queant laxis / resonare fibris / mira" etc. gut vertraut war. So hatten sie in ihrem Langzeitgedächtnis eine Vorstellung davon, mit welchen Tonhöhen die jeweiligen Zeilen begannen: ut, re, mi etc. In der Originalmelodie ergeben die Töne dieser Silben eine Tonleiter mit den Tönen c-d-e. So gelang es Guido von Arezzo, seinen Schülern mit dieser Merkhilfe eine auditive Orientierung innerhalb des Tonsystems zu vermitteln. Seit dem Mittelalter war die Anfang des 16. Jahrhunderts als Solmisation bezeichnete Unterrichtsmethode in einer heute kaum noch bekannten hexachordalen Form üblich. Dabei bediente man sich sehr effektiv des Memorierungssystems der Guidonischen Hand. Obwohl die Silben ihren ursprünglichen Sinn im Kontext des offensichtlich allgemein bekannten Johannes-Hymnus schon recht bald verloren hatten, werden die von Guido von Arezzo vorgeschlagenen Solmisationssilben weltweit immer noch benutzt. Im Laufe der Musikgeschichte kam es dabei zu geringfügigen Ergänzungen und Änderungen. So wurde die Silbe ut durch die besser singbare Silbe do ersetzt. Der nicht immer eindeutig benutzte Begriff Solmisation darf aber nicht darüber hinwegtäuschen, dass die derzeit üblichen Solmisationsmethoden etwas ganz anderes sind als das mittelalterliche Solmisationssystem. Seit dem 17. Jahrhundert wurden Reformen gefordert, die dann mehr und mehr zu einem Abschied von den alten hexachoradalen Methoden und der dabei gebräuchlichen Guidonischen Hand führten. Dabei spielten nicht zuletzt auch die Vorschläge gänzlich neuer Solmisationssilben eine Rolle. Allerdings sind die historischen Details der hier knapp dargestellten ersten sieben Jahrhunderte für das Verständnis gegenwärtig üblicher Gehörbildungsmethoden nicht von Belang. Die Diskussionen über die beste Methode dauern bis heute weltweit an, zumal es in den letzten drei Jahrhunderten zu zahlreichen weiteren Vorschlägen für methodische Varianten kam. Nicht selten führte der fachliche Diskurs zu einem recht unfruchtbaren Methodenstreit, bei dem Pädagogen sich selbst immer wieder in dogmatische und pädagogisch wenig effektive Sackgassen manövrierten.
Neben der Basiskenntnis des Blattsingens, bei der aus der visuellen Notenvorlage eine innere Klangvorstellung entsteht, die für das Treffen der richtigen Tonhöhe erforderlich ist, bildet die sogenannte Notierungskunst das sinnvolle Pendant. In der einfachsten Form wird diese bei Johann Mattheson 1739 als die Fähigkeit beschrieben, eine selbst erfundene oder eine vorgesungene bzw. vorgespielte Melodie mit Hilfe konventioneller Notenschrift aufzuschreiben. Diese Kompetenz beherrschten Sänger seit dem karolingischen Mittelalter, aber der Hamburger Musiktheoretiker erläuterte dieses – im Regelfall mündlich überlieferte – Kunsthandwerk erstmals schriftlich. Im 19. Jahrhundert wurden diese Übungen zum Notieren des Gehörten systematisiert und als Musikdiktat bezeichnet. Diese beiden elementaren musikalischen Kompetenzen des Blattsingens und der Notierungskunst sind dem Vorlesen und dem Aufschreiben von Wortsprache vergleichbar.
Einen gänzlich anderen Weg schlug Jean-Jacques Rousseau 1743 mit seiner Idee einer grundlegenden Reform der Notenschrift vor, denn er konnte beweisen, dass man diese durch die Einführung einer Ziffernschrift vereinfachen konnte.
Dies entsprang seinem pädagogischen Anliegen nach der Vereinfachung von Lehrmethoden, welches zu den Grundgedanken der Aufklärung gehörte. Mit dieser Ziffenmethode hatte Rousseau zugleich das System einer Relativen Notation vorgestellt. Die einzelnen Tonleiterstufen einer Melodie werden mit den Ziffern 1–7 bezeichnet und der Wechsel in eine höhere oder tiefere Lage wird durch Zusatzzeichen angezeigt. Damit wollte der Gelehrte die in Frankreich übliche Tonbezeichnung abschaffen, denn dort benutzte man anstelle der Tonbuchstaben c-d-e-f-g-h die Solmisationssilben ut-re-mi-fa-so-la-si, die auch in anderen romanischen Ländern üblich waren. Dieses Solmisations-System wurde Solfège bzw. Solfeggio oder später fixed-do-System genannt. Zwar konnte sich Rousseau mit seinem Reformvorschlag in Frankreich nicht durchsetzen, aber seine neue Methode hatte dennoch einen Einfluss auf die weitere Entwicklung. Um 1790 fertigte der in der Zisterzienserabtei Stift Stams tätige Gesangslehrer Stephan Paluselli eine Tafel zur relativen Solmisation an, von deren weiteren Verbreitung nichts bekannt ist.

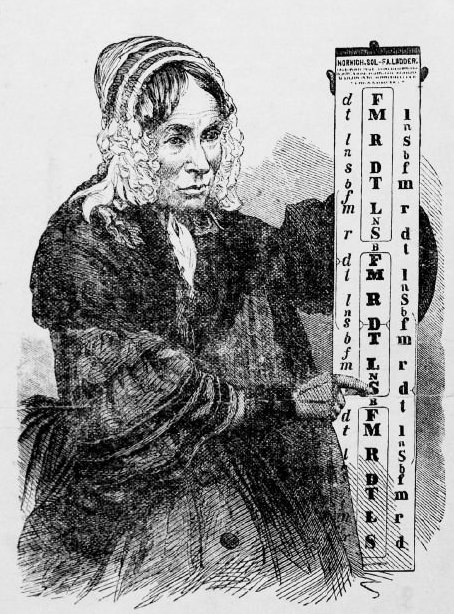
Sarah Ann Glover, Sol-fa Relative Solmisationsmethode

Das Relative System wurde im angloamerikanischen Sprachraum movable-do-System genannt. Sarah Ann Glover kombinierte es als Norwich Sol-fa-Methode um 1830 mit Solmisationssilben. Die Bezeichnungen fixed do und movable do sind gegenüber vielen anderen in Umlauf befindlichen Bezeichnungen eindeutig, denn im ersten Fall wird die Silbe do ausschließlich für den Stammton c einschließlich seiner Alterationen cis, ces etc. benutzt und fixiert damit die sieben Silben auf die oben genannten sieben Tonbuchstaben. Im zweiten Falle ist das System je nach aktueller Tonart beweglich angelegt. So erhält beispielsweise der erste Ton der D-Dur-Tonleiter die gleiche Bezeichnung wie der erste Ton der F-Dur-Tonleiter, also die Stufenzahl eins bzw. die Silbe do. Diese Methode entspricht der kognitionspsychologischen Situation der Relativhörer, die zwar fühlen, dass eine einfache tonale Melodie am Ende erwartungsgemäß und im Regelfall mit dem Grundton do zur Ruhe kommt, die aber nicht die absolute Tonhöhe dieses Schlusstons angeben können. Diese Fähigkeit besitzen nur Personen, die das sogenannte Absolute Gehör besitzen. Mit diesem Begriff ist die besondere und nicht vollständig erforschte Fähigkeit des Langzeitgedächtnisses für Tonhöhen bei der Musikwahrnehmung gemeint. Missverständlich könnte dieser Begriff sein, wenn man diesen irrtümlich mit einer hohen Musikalität gleich setzt. Inwiefern sich diese Fähigkeit durch ein besonderes Training von Erwachsenen zuverlässig erlernen lässt oder ob die Bildung des Absoluten Gehörs im frühesten Kindesalter geschieht, ist umstritten.
Wie den zahlreichen Lehrwerken zum Erlernen von Tasteninstrumenten des 18. Jahrhunderts zu entnehmen ist, unterschied sich die damalige musikpädagogische Arbeit grundlegend vom 19. Jahrhundert. Vormals stand der Dialog zwischen Lehrer und Schüler stets im Mittelpunkt. Die Anfang des 19. Jahrhunderts gegründeten Musikschulen, Konservatorien und Musikhochschulen machten Unterrichtskonzepte für den Gruppenunterricht erforderlich. Die Unterrichtskonzepte des Konservatoriums der Musik in Paris wurde in Deutschland bekannt.
Die Gesangschule von Pfeiffer/Nägeli knüpfte an die Konzepte von Matthesons Notierungskunst an. Die wesentlichen Gedanken zur Theorie des Musiklernens von Edwin Gordon sind hier durch den Hinweis auf das inwendige Hören zu Beginn des Kapitels zur "Notierungskunst" bereits vorweggenommen.
Der Begriff Gehörbildung ist erstmals 1899 nachzuweisen.

## Methodik und Methodenevaluation
Im 19. Jahrhundert entstanden neben den bislang üblichen Unterrichtstraditionen des Blattsingens und der "Notationskunst" neue Methoden. Das bereits von Rousseau entwickelte Relative System wurde in England unter dem Namen Tonic sol-fa zur vorherrschenden Methode. In Deutschland waren sowohl diese in Gestalt der Tonika-Do-Methode als auch die älteren Solfeggiomethoden in Gebrauch. Die Ziffernmethode Rousseaus stand ebenfalls in hohem Ansehen und wurde von Fr. Th. Stahl weiter entwickelt. Diese Ziffernmethode wurde von Friedrich Fröbel 1844 in seinen Mutter- und Koseliedern in Gestalt des von ihm so genannten Fingerklaviers für die Vorschulische Kindererziehung in einer rudimentären Form angewandt.
In zwei Dissertationen von Rodriguez (2008) und Huey (2020) wurden 35 Lehrbücher zur Gehörbildung aus dem Zeitraum 1889–2018 systematisch untersucht.
Bei der Analyse von 13 deutschsprachigen Gehörbildungsbüchern findet Rodriguez insgesamt neun verschiedene Aktionsformen:
Analysieren, auswendig Lernen, Lesen, Hören, Singen, Spielen, Schreiben, Erkennen und spezifische Aktionsformen.
Diese werden in den analysierten Lehrbüchern in den folgenden zehn Aktionsfeldern erörtert:
Rhythmik, einzelne Töne, Intervalle, Skalen, Akkorde, Melodie, Zweistimmigkeit, Dreistimmigkeit, Harmonik und Formenlehre.
Es seien aber auch Aktionsformenketten üblich, z. B. Hören-Erkennen oder Hören-Erkennen-Singen. Spezifische Aktionsformen gebe es beispielsweise im Lehrbuch von Schenk (1957): Melodien nach Moll übertragen, ohne und mit Notennamen singen und dann schreiben.
Die Arbeit von Huey untersucht 22 englischsprachige Gehörbildungsbücher, die sich dem Blattsingen (Sight-Singing) widmen. Dabei kommt sie zu dem Ergebnis, dass die meisten Autoren die relativen Solmisationsmethoden bevorzugen. Forschungen haben ergeben, dass die Lerneffekte bei Sieben- und Achtjährigen, die relative Solmisation (movable-do) lernen, größer ist als bei Kindern, die nach dem fixed-do-System unterrichtet werden. Am schlechtesten schnitten bei dieser Untersuchung Kinder ab, die man ohne ein System unterrichtete. Umfangreiche Forschungen zu dieser Thematik liegen auch in der US-amerikanischen Literatur vor. Eine breit angelegte Untersuchung ergab, dass die meisten Musikpädagogen die Stufenzahlen („melody pitch numbers“) zur Darstellung des relativen Systems benutzen. Dieses „movable-tonic system“ wird auch in der Gestalt des „movable-do“ Systems benutzt. Sowohl in Moll als auch in Dur trägt die erste Stufe der Tonleiter dann als Grundton der Tonart den gleichen Namen, entweder die Zahl 1 oder die Silbe do.
Ab 1956 fand in dem Fach Gehörbildung ein Prozess des Umdenkens statt. War man bislang vom kleinen Element ausgegangen mit dem Ziel, damit dann schrittweise zum Erfassen des Ganzen zu gelangen, so forderte Siegfried Borris nun den umgekehrten Weg und präsentierte einen ganzheitlichen Ansatz, den er Hörerziehung nannte. Mit dem von Mackamul eingeführten Begriff Höranalyse ist das Gleiche gemeint. Die damit entstandene terminologische Verwirrung wurde nochmals gesteigert durch die Gleichsetzung der Begriffe Hörerziehung und Gehörbildung. Diese terminologischen Unklarheiten erschwerten den Diskurs.
Bereits 1930 schlug Marie-Therese Schmücker die Einbeziehung von Tonträgern in den Unterricht vor. Ihr multimediales Konzept, welches sie als Ergänzung zum klassischen Musikdikdat vorschlug, wurde zunächst wenig beachtet. Erst im Zusammenhang mit der weltweiten Nutzung elektronischer Medien seit den 1970er Jahren kam es zu einer zunächst zögerlichen, dann aber explosionsartigen Verbreitung multimedialer Konzepte. Die überwiegende Zahl dieser heute vielfach kostenlos erhältlichen Angebote orientiert sich an einem einfachen input-output-Prinzip. Die Technik des mechanischen Abfragen der Einzelelemente Intervall und Akkord ist für Programmierer keine besonders große Herausforderung und war deshalb vielfach verbreitet. Andere multimediale Programme werden der Komplexität des Unterrichtsfachs eher gerecht und sind interaktiv angelegt wie beispielsweise die Software EarMaster. Die Einbeziehung von konkreten Musikwerken in derartige Konzepte zeigt das Bemühen der Autoren, dem schon seit 1956 kritisierten „trockenen theoretischen Stoff“ (Baur 1956) eines „tristen Intervalltrainings“ (Rokahr 2009) ganzheitliche Methoden der Hörerziehung bzw. Höranalyse gegenüberzustellen. Der Unterricht sollte nach der 1956 geäußerten Auffassung des Düsseldorfer Gehörbildungslehrers Jürg Baur in der Tat „nicht mehr als trockener theoretischer Stoff, sondern am praktischen Beispiel hörend und spielend erlernt werden.“ Besonders überzeugend gelingt dies in dem von John Leigh und seinem Team an der Hochschule für Musik Carl Maria von Weber Dresden entwickelte multimedialen Gehörbildungsprogramm Orlando, welches seit 2021 bis auf Weiteres ohne Anmeldung und kostenlos für alle Interessierten verfügbar ist. “Hier erwartet einen kein tristes Intervalltraining oder nüchternes Rhythmusdiktat, sondern echte Musik!” (Rokar 2010). An der Praxis der Eignungsprüfungen hat sich allerdings bis heute an vielen Musikhochschulen kaum etwas geändert, denn die Hälfte der Aufgaben zur Eignungsprüfung im Fach Gehörbildung folgen immer noch einem Abfragekonzept der Einzelelemente Intervall und Akkord.
In der Unterrichtspraxis werden neben den streng dogmatisch angelegten Trainingsmethoden auch dynamische Methoden benutzt. Der amerikanische Musiktheoretiker Timothy A. Smith empfiehlt beispielsweise beim Unterricht im Blattsingen eine Kombination von verschiedenen Methoden, die er situationsabhängig der jeweiligen Zielgruppe anpasst. Beim Hören von Zusammenklängen in Dur-Moll-tonaler Musik bietet sich als weitere dynamische Methode die Kombination der Funktionstheorie mit diversen Gesangsübungen an, denn dieses System wurde von Hugo Riemann ursprünglich als relatives Notationssystem im Kontext mit seiner Erforschung des musikalischen Hörens geschrieben. Damit kommt es zu Überschneidungen mit den Anliegen der Musiktheorie. Auch hier werden in der Unterrichtspraxis die vielfachen Möglichkeiten der visuellen und auditiven Analyse in methodisch dynamischer Weise genutzt. Einige Theoretiker beziehen sich bei ihren dynamischen Unterrichtsmethoden auch auf Heinrich Schenker, dessen Theorien zum Ursatz und zur Urlinie als Ergänzungen zu Riemanns Ansatz betrachtet werden können. Ersterer betonte die melodischen Aspekte, letzterer die Funktionen der einzelnen Töne und Zusammenklänge.

## Methodenkritik und fachlicher Diskurs
Eine Kritik der klassischen Methoden der Gehörbildung erfolgte durch führende Vertreter der Gestaltpsychologie, der Musikpsychologie und der Kognitionspsychologie. Eine grundlegende Erkenntnis der Gestaltpsychologie wurde bereits 1890 von Christian von Ehrenfels geäußert, denn er betonte die Gestaltqualitäten einer Melodie. Bei der Wahrnehmung von Melodien ist demzufolge die gesamte Melodiegestalt nicht einfach als die Summe einzelner Töne bzw. Intervalle aufzufassen. Diese Auffassung wurde 1956 in der Zeitschrift Musik im Unterricht im Rahmen eines besonderen Themenschwerpunktes zur Gehörbildung von Professoren des Mozarteums in Salzburg, der Musikhochschulen Genf und Berlin und weiteren Gehörbildungexperten bestätigt. Borris fordert in seinem Aufsatz zur Ganzheitlichen Hör-erziehung es sei „an der Zeit, einmal grundsätzlich Voraussetzung, Weg und Ziel der Gehörbildung einer Revision, einer neuen Sicht zu unterziehen.“ Schließlich sei die Antwort auf die Frage zu den Unterrichtserfolgen eines klassisch angelegten Gehörbildungskonzeptes „erschütternd übereinstimmend negativ“. Eine Ursache dieses Problems liege auch darin, dass das Fach in seiner „disziplinarischen Würde“ glaubte, die „Hörlust“ sei im Unterrichtsgeschehen ohne Belang. Dies sei aber ein grundlegender Irrtum. „Aufgaben, an denen der Musiker die Lust verliert, beeinträchtigen auf Dauer sogar das Hören. Jedenfalls das Hören-Mögen.“ Die 1956 geforderte Revision erfolgte an den deutschen Musikhochschulen nur sehr zögerlich. Eine besonders scharfe Kritik an veralteten Methoden äußerte deshalb der Jazzpädagoge Frank Sikora, denn seine „Erfahrungen zeigen, dass Gehörbildung weder lehr- noch lernbar ist!“ Wenige Seiten später beschreibt der Autor aber die innere Klangvorstellung als wichtigstes Ziel einer ganz anders verstandenen Gehörbildung: „The brain is your Instrument.“ Diese musikalische Kompetenz könne man erwerben durch „singen, singen, singen“ (so das Originalzitat).
Anna Wolf fasst eine Grundproblematik des menschlichen "Brain-Instruments" in ihrer Dissertation (2015, 69) sehr treffend zusammen:

„Das Hören von Musik ist in aller erster Linie ein Wahrnehmungsprozess, der vom Fundamentalproblem der Wahrnehmungspsychologie betroffen ist. Die menschliche Wahrnehmung ist keine Rekonstruktion der physikalischen Welt, sondern wird von Konzeptformen beeinflusst, die ein Perzept erstellen. Informationen aus der Außenwelt sind damit reine Stichwortgeber für die vom Gehirn konstruierte Wahrnehmung (Mausfeld, 2010).“

Der Wahrnehmungsprozess entzieht sich demnach an einer entscheidenden Stelle der bewussten Kontrolle. Stress kann beispielsweise den Verarbeitungsprozess auditiver Signale (Sprache, Musik, im hiesigen Falle: Übungen oder Tests zur Gehörbildung) bekanntlich erheblich stören. Aber auch ohne eine stressbedingte Situation konstruiert das Gehirn das Perzept aufgrund von Prozessen des Selektierens und Strukturierens von akustischen Reizen.
Wolf lässt in ihrer Arbeit weiterhin erkennen, wie sehr sich der fachliche Diskurs im deutschsprachigen vom angloamerikanischen Sprachraum unterscheidet. Ähnliches zeigt eine Liste von 175 Dissertationen, bei denen deutschsprachige Titel zu diesem Diskurs so gut wie gar nicht erscheinen. Für eine Grundlegung des Faches durch die Musikpsychologie (music perception) und die Kognitionswissenschaft liegen online zahlreiche Veröffentlichungen vor. Die Grundprinzipien der Gestalttheorie werden hier im Zusammenhang mit dem Chunking und der Prägnanz genannt. Besonders intensiv wird der fachliche Diskurs geführt in Zeitschriften wie Journal of Music Theory Pedagogy, Journal of Research in Music Education oder Music Perception.